# Marios Jeorjiu
Marios Jeorjiu (gr. Μάριος Γεωργίου; ur. 10 listopada 1997 r. w Limassolu) – cypryjski gimnastyk, brązowy medalista mistrzostw Europy, srebrny medalista igrzysk europejskich, trzykrotny medalista Igrzysk Wspólnoty Narodów, uczestnik igrzysk olimpijskich w Rio de Janeiro.

## Igrzyska olimpijskie
Na igrzyskach zadebiutował w 2016 roku w Rio de Janeiro. Wystąpił w sześciu konkurencjach, awansując do finału wieloboju indywidualnego. Stał się pierwszym Cypryjczykiem, który był w finale w gimnastyce sportowej na igrzyskach olimpijskich w historii. Nie udało się dokończyć zawodów z powodu kontuzji kostki. W pozostałych konkurencjach nie zdołał awansować do finałów.
| Igrzyska | Miasto         | Konkurencja                 | Kwalifikacje | Kwalifikacje | Finał | Finał   |
| Igrzyska | Miasto         | Konkurencja                 | Wynik        | Miejsce      | Wynik | Pozycja |
| -------- | -------------- | --------------------------- | ------------ | ------------ | ----- | ------- |
| IO 2016  | Rio de Janeiro | Wielobój indywidualny       | 85,289       | 26.          | DNF   | DNF     |
| IO 2016  | Rio de Janeiro | Ćwiczenia wolne             | 13,566       | 57.          | NQ    | NQ      |
| IO 2016  | Rio de Janeiro | Ćwiczenia na koniu z łękami | 14,066       | 40.          | NQ    | NQ      |
| IO 2016  | Rio de Janeiro | Ćwiczenia na kółkach        | 13,366       | 65.          | NQ    | NQ      |
| IO 2016  | Rio de Janeiro | Ćwiczenia na poręczach      | 14,858       | 35.          | NQ    | NQ      |
| IO 2016  | Rio de Janeiro | Ćwiczenia na drążku         | 14,700       | 22.          | NQ    | NQ      |